# Pseudo-transformation de Hadamard
La pseudo-transformation de Hadamard est une application de la transformée de Hadamard inventée par le mathématicien français Jacques Hadamard. Elle est utilisée en cryptographie pour ses propriétés de diffusion. Elle est réversible et assure une bonne diffusion des bits dans une structure de chiffrement. Elle a notamment été utilisée dans Twofish et la famille des SAFER.

## Description mathématique
Soit une chaîne binaire S de longueur paire n, soit les sous-chaînes Sa et Sb de taille n/2. Pour calculer la transformation Ta et Tb, on utilise les équations suivantes (en modulo 2n) :
{\displaystyle T_{a}=S_{a}+S_{b}~}
{\displaystyle T_{b}=S_{a}+2\cdot S_{b}~}
L'inversion est naturellement produite de cette façon :
{\displaystyle S_{b}=T_{b}-T_{a}~}
{\displaystyle S_{a}=2\cdot T_{a}-T_{b}~}

## Exemple numérique
On considère deux valeurs {\displaystyle S_{a}=240~} et {\displaystyle S_{b}=73~}. Nous effectuons ici une substitution modulo 256, qui est un cas usuel lorsqu'on travaille avec des octets dans une procédure de chiffrement :
{\displaystyle T_{a}=S_{a}+S_{b}=240+73=57~(mod~256)~}
{\displaystyle T_{b}=S_{a}+2\cdot S_{b}=240+2\cdot 73=130~(mod~256)~}
L'inversion est obtenue via :
{\displaystyle S_{b}=T_{b}-T_{a}=130-57=73~(mod~256)~}
{\displaystyle S_{a}=T_{a}-S_{b}=57-73=240~(mod~256)~}